# 1-溴戊烷
1-溴戊烷是化学式 C5H11Br的溴代烷烃。

## 制备
1-溴戊烷可以由1-戊醇和溴化氢反应而成。

## 性质
1-溴戊烷是有甜味无色液体，几乎不溶于水。它和空气混合会形成高度易燃的混合物，闪点 31°C。

## 反应
1-溴戊烷和氟化钾在乙二醇里反应可以生成1-氟戊烷。